# Břevnice (Stranný)
Břevnice (německy Brewnitz) je malá vesnice, část obce Stranný v okrese Benešov. Nachází se asi 1,5 km na východ od Stranného. Prochází zde silnice II/114. V roce 2009 zde bylo evidováno 9 adres. Břevnice leží v katastrálním území Stranný o výměře 5,51 km².

## Historie
První písemná zmínka o vesnici pochází z roku 1536.
Za druhé světové války se ves stala součástí vojenského cvičiště Zbraní SS Benešov a její obyvatelé se museli 31. prosince 1943 vystěhovat.